# Blocador d'adrenoreceptors alfa
Els blocadors d'adrenoreceptors alfa(1) són un grup de fàrmacs que bloquegen les accions dels receptors adrenèrgics α1. S'utilitzen en el tractament de la hipertensió arterial (HTA) i la hiperplàsia benigna de pròstata (HBP).
Fàrmacs comercialitzats al mercat espanyol:
- Alfuzosina (EFG, Alfetim, Benestan, Unibenestan), HBP.
- Doxazosina (EFG, Carduran, Doxatensa, Progandol), el més utilitzat, HTA i HBP.
- Prazosina (Minipres), HTA.
- Tamsulosina (EFG, Manfredol, Omnic, Urolosin, Zuantrip), HBP.
- Terazosina (EFG, Alfaprost, Deflox, Magnurol, Mayul, Sutif, Zayasel), HBP.

## Efectes adversos
Com que hi ha diverses composicions estructurals que fan que cada blocador sigui diferent, els efectes secundaris també varien segons el fàrmac. Poden incloure hipotensió postural, i problemes cardiovasculars o genitourinaris.
Un efecte observat freqüentment amb l'ús d'aquests fàrmacs és l'anomenat «fenomen de la primera dosi»; una caiguda sobtada i severa de la pressió sanguínia que es pot produir quan es canvia d'una posició estirada a una posició dempeus la primera vegada que s'utilitza, o quan es reprèn el tractament després d'uns mesos sense aplicar-lo.